# Conospermum
Conospermum este un gen de aproximativ 50 de specii din familia Proteaceae care sunt endemice Australiei. Plantele au o metodă neobișnuită de polenizare care, uneori, duce la moartea insectei vizitatoare. Acestea se găsesc în toate statele australiene, deși cele mai multe apar în Australia de Vest. Aceste plante sunt rareori cultivate, deși florile mai multor specii din Australia de Vest sunt recoltate pentru comerț.

## Descriere
Speciile Conospermum sunt arbuști sau arbori mici, variind în înălțime de la 30 de centimetri la 4 metri înălțime. Frunzele sunt de obicei simple, liniare sau în formă de ou și au margini fără zimți. Florile conțin și părți masculine, și feminine, și sunt grupate în mănunchiuri de la câteva la mai multe flori. Pot fi albe, roz, albastru, gri sau crem. Fructul este o mică nucă, de obicei cu puțin păr la bază.

## Taxonomie și denumire
Genul a fost prima dată oficial descris de James Edward Smith în 1798, a cărui descriere a fost publicată în Transactions of the Linnean Society of London. Numele (Conospermum) provine din cuvintele din greaca veche κῶνος (kônos) „con”:227 și σπέρμα (spérma) „sămânță”:736, cu referire la forma nucilor. Specia tip este C. longifolium, deși Smith nu a descris-o decât abia în 1806.
Botaniștii australieni Lawrie Johnson și Barbara Briggs au clasificat Conospermum în subtribul Conosperminae, împreună cu genul Synaphea, în monografia din 1975 „On the Proteaceae: the evolution and classification of a southern family”. Dovezile moleculare ulterioare au confirmat cele două genuri sunt reciproc cele mai apropiate rude.

## Răspândire și habitat
Speciile Conospermum sunt găsite în toate statele australiene. Cele mai multe specii apar în partea de sud-vest din Australia de Vest, dar 6 specii apar în New South Wales, iar una în Tasmania.

## Ecologie
Membrii acestui gen au flori care sunt polenizate de insecte. Florile sunt neobișnuite prin faptul că atunci când sunt deschise, stilul este comprimat. Atunci când o insectă aterizează pe floare, stilul se mișcă dintr-o parte a florii în cealaltă, astfel colectând polen și adăugând o substanță adezivă pe insecte. Anterele fertile „explodează” apoi polen pe insecte. Forța mișcării stilului poate ucide furnici și insecte mici. Unele albine în genul Leioproctus (L. conospermi, L. pappus și L. tomentosus) se hrănesc exclusiv cu una sau două specii de Conospermum, de la care obțin atât nectar, cât și polen. Unele par a fi camuflate, având ochi albi, aripi de culoarea laptelui și corpuri acoperite cu păr alb. Leioproctus pot fi considerate ca fiind strâns co-evoluate. Alte albine sunt prea mari pentru a încăpea în interiorul florilor tubulare. Potrivit unui studiu din 2020, polenizarea de către furnici, care este destul de rar întâlnită, este o componentă cheie a reproducerii Conospermum, deoarece planta pare a fi depășit apărarea antimicrobiană a furnicilor. „Deși furnicile erau vizitatori generaliști, aveau o încărcătură de polen viabil în proporție de 68-86%. Mai mult, furnicile au contribuit în mod semnificativ la producția de semințe ale C. undulatum”.

## Utilizare în horticultură
Deși nu sunt comune în horticultură, unele specii din genul Conospermum, mai ales arbuști din vestul Australiei, sunt deosebit de atractive. Speciile vestice sunt dificil de propagat, iar cele din est nu oferă potențial horticol ridicat.
Patru specii—C. crassinervium, C. incurvum, C. stoechadis, C. triplinervium—sunt folosite în industria florilor. Cea mai mare parte este recoltată din natură, deoarece acestea sunt dificil de cultivat, deși există informații cu privire la creșterea a 6 specii la scară comercială.

## Specii
- Conospermum acerosum
- Conospermum amoenum
- Conospermum boreale
- Conospermum brachyphyllum
- Conospermum bracteosum
- Conospermum brownii
- Conospermum burgessiorum
- Conospermum caeruleum
- Conospermum canaliculatum
- Conospermum capitatum
- Conospermum cinereum
- Conospermum coerulescens
- Conospermum crassinervium
- Conospermum croniniae
- Conospermum densiflorum
- Conospermum distichum
- Conospermum eatoniae
- Conospermum ellipticum
- Conospermum ephedroides
- Conospermum ericifolium
- Conospermum filifolium
- Conospermum flexuosum
- Conospermum floribundum
- Conospermum galeatum
- Conospermum glumaceum
- Conospermum hookeri
- Conospermum huegelii
- Conospermum incurvum
- Conospermum leianthum
- Conospermum longifolium
- Conospermum microflorum
- Conospermum mitchellii
- Conospermum multispicatum
- Conospermum nervosum
- Conospermum paniculatum
- Conospermum patens
- Conospermum petiolare
- Conospermum polycephalum
- Conospermum quadripetalum
- Conospermum scaposum
- Conospermum sigmoideum
- Conospermum spectabile
- Conospermum sphacelatum
- Conospermum stoechadis
- Conospermum taxifolium
- Conospermum tenuifolium
- Conospermum teretifolium
- Conospermum toddii
- Conospermum triplinervium
- Conospermum undulatum
- Conospermum unilaterale
- Conospermum wycherleyi